# Noordermolen (Noorddijk)
De Noordermolen staat aan de Noorddijkerweg in Noorddijk, gemeente Groningen.
Het is een achtkante molen van het type grondzeiler gebouwd als poldermolen met vijzel om de Noorderpolder te bemalen. Het bouwjaar van deze molen is 1888 en hij kwam ter vervanging van de in dat jaar afgebrande molen uit 1864. Het grenen achtkant is omringd door halfsteens veldmuren. Romp en kap zijn rietgedekt. De Noordermolen heeft een vlucht van 17,90 meter en is voorzien van zelfzwichting (kleppen).
De molenbouwer was J. Lubsen afkomstig uit Oost-Friesland en woonachtig te Zuidwolde. De molen is omstreeks de jaren 30 tot en met de jaren 50 bemand door een molenaar; Eise Jan Eissens. Tijdens de Tweede Wereldoorlog was de molen een onderduikadres voor Joodse onderduikers. De molen is voor het laatst in 1980 gerestaureerd. Sindsdien heeft de molen geen bemalingsfunctie meer. De waterstand in de polder wordt nu geregeld via een (vlak bij de molen gelegen) stuw. De molen slaat uit op een afgesloten gedeelte van het Thesingermaar waarna het water weer terugstroomt in de Noorderpolder (circuitbemaling). De molen wordt door enkele vrijwillige molenaars bediend. In 1999 is het riet (romp en kap) vervangen.
Eigenaar van de molen was jarenlang de Molenstichting Hunsingo en Omstreken, de huidige eigenaar is Stichting De Groninger Poldermolens. 

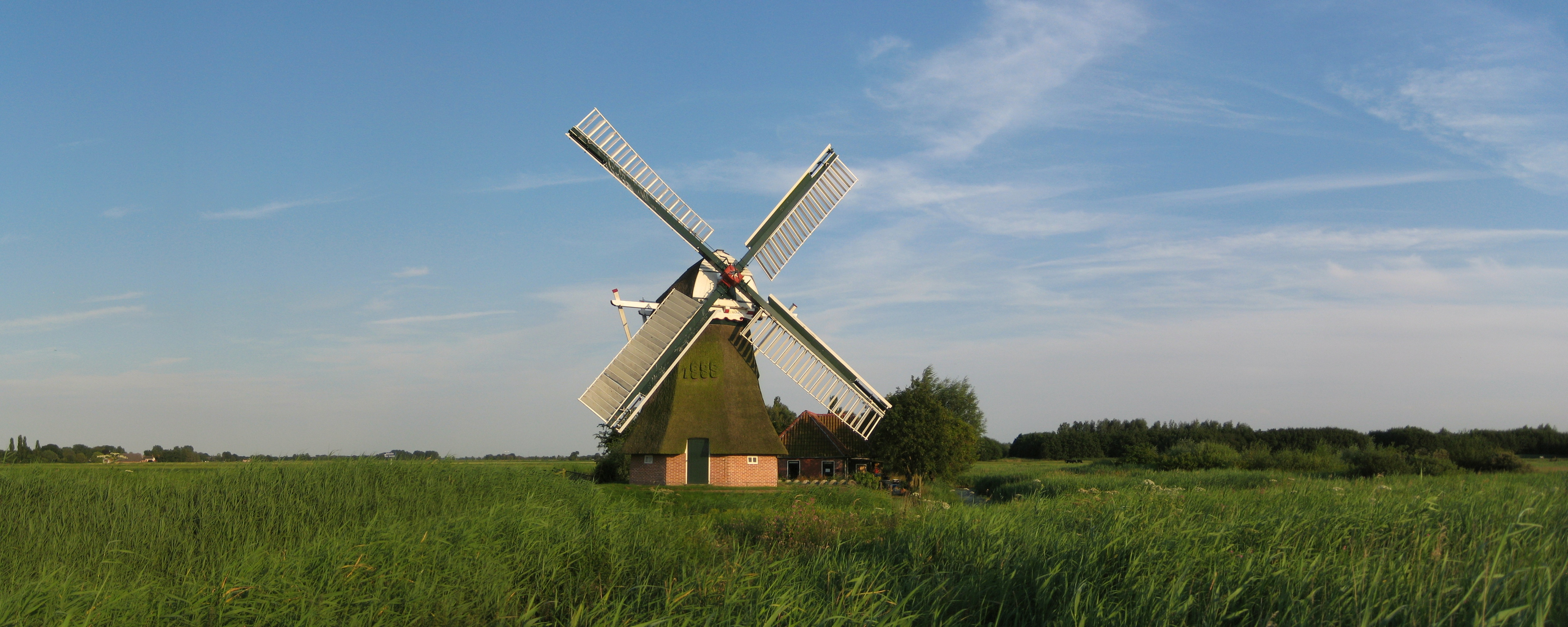
De Noordermolen in 2013